# تشاك هارموني
تشاك هارموني (بالإنجليزية: Chuck Harmony)‏ هو كاتب أغاني ومنتج أسطوانات ومغن مؤلف أمريكي، ولد في 1979 في سانت لويس الشرقية ‏ في الولايات المتحدة.

## وصلات خارجية
- تشاك هارموني على موقع IMDb (الإنجليزية)
- تشاك هارموني على موقع ميوزك برينز (الإنجليزية)
- تشاك هارموني على موقع ميوزك برينز (الإنجليزية)
- تشاك هارموني على موقع أول ميوزيك (الإنجليزية)
- تشاك هارموني على موقع ديسكوغز (الإنجليزية)
- تشاك هارموني على موقع ديسكوغز (الإنجليزية)